# Ragbi na Olimpijskim igrama
Ragbi na Olimpijskim igrama je prvi puta uključen u program na Igrama u Parizu 1900. godine, te se s prekidima pojavljivao sve do Igara u Parizu 1924. godine nakon kojih se više nije nikad bio prisutan na OI.
Iako je bilo više inicijativa da se ovaj sport vrati na Olimpijske igre, do danas (odnosno najmanje do Igara u Londonu 2012.) se MOO nije odlučio vratiti ragbi u olimpijski program. Ragbi 7 igra se na Olimpijskim igrama od 2016. godine.  

## Osvajači odličja na OI u ragbiju
| Olimpijske igre | Zlato                                     | Srebro                                         | Bronca    |
| --------------- | ----------------------------------------- | ---------------------------------------------- | --------- |
| Pariz 1924.     | SAD                                       | Francuska                                      | Rumunjska |
| Antwerpen 1920. | SAD                                       | Francuska                                      | -         |
| London 1908.    | "Australazija" (Australija i Novi Zeland) | UK                                             | -         |
| Pariz 1900.     | USFSA, Francuska                          | Frankfurt Club, Njemačka Moseley Wanderers, UK | -         |